# Choussy
Ne doit pas être confondu avec Chouzy-sur-Cisse.
Choussy est une commune française située dans le département de Loir-et-Cher, en région Centre-Val de Loire.
Localisée au sud-ouest du département, la commune fait partie de la petite région agricole « la Sologne viticole », vaste étendue de bois, d'étangs et de prés. Elle est drainée par le Bavet et par divers petits cours d'eau.
L'occupation des sols est marquée par l'importance des espaces agricoles et naturels qui occupent la quasi-totalité du territoire communal. Plusieurs espaces naturels d'intérêt sont présents dans la commune : un espace protégé, et un espace naturel sensible,  En 2010, l'orientation technico-économique de l'agriculture dans la commune est la culture des céréales et des oléoprotéagineux. À l'instar du département qui a vu disparaître le quart de ses exploitations en dix ans, le nombre d'exploitations agricoles a fortement diminué, passant de 54 en 1988, à 13 en 2000, puis à 6 en 2010.

## Géographie

### Localisation et communes limitrophes
La commune de Choussy se trouve au sud-ouest du département de Loir-et-Cher, dans la petite région agricole de la Sologne viticole,. À vol d'oiseau, elle se situe à 24 km  de Blois, préfecture du département, à 30,1 km de Romorantin-Lanthenay, sous-préfecture, et à 12,6 km de Montrichard Val de Cher, chef-lieu du canton de Montrichard dont dépend la commune depuis 2015. La commune fait en outre partie du bassin de vie de Le Controis-en-Sologne.
Les communes les plus proches sont : Oisly (3,1 km), Couddes (4,2 km), Thenay (4,7 km), Monthou-sur-Cher (5 km), Thésée (5,9 km), Feings (7,1 km), Pontlevoy (7,2 km), Saint-Romain-sur-Cher (7,2 km)  et Sassay (7,5 km).

### Paysages et relief
Dans le cadre de la Convention européenne du paysage, adoptée le 20 octobre 2000 et entrée en vigueur en France le 1er juillet 2006, un atlas des paysages de Loir-et-Cher a été élaboré en 2010 par le CAUE de Loir-et-Cher, en collaboration avec la DIREN Centre (devenue DREAL en 2011), partenaire financier. Les paysages du département s'organisent ainsi en huit grands ensembles et 25 unités de paysage,. La commune fait partie de l'unité de paysage de « la Sologne viticole », dans la Sologne.
La Sologne viticole, moins boisée que la Grande Sologne, présente un relief doux. La présence affirmée d'une agriculture qui prend le relais des boisements de Grande Sologne dégage des points de vue et des horizons ouverts. Les paysages de bois et de cultures s'enchaînent en s'imbriquant les uns aux autres.
L'altitude du territoire communal varie de 69 mètres à 117 mètres,.

### Hydrographie

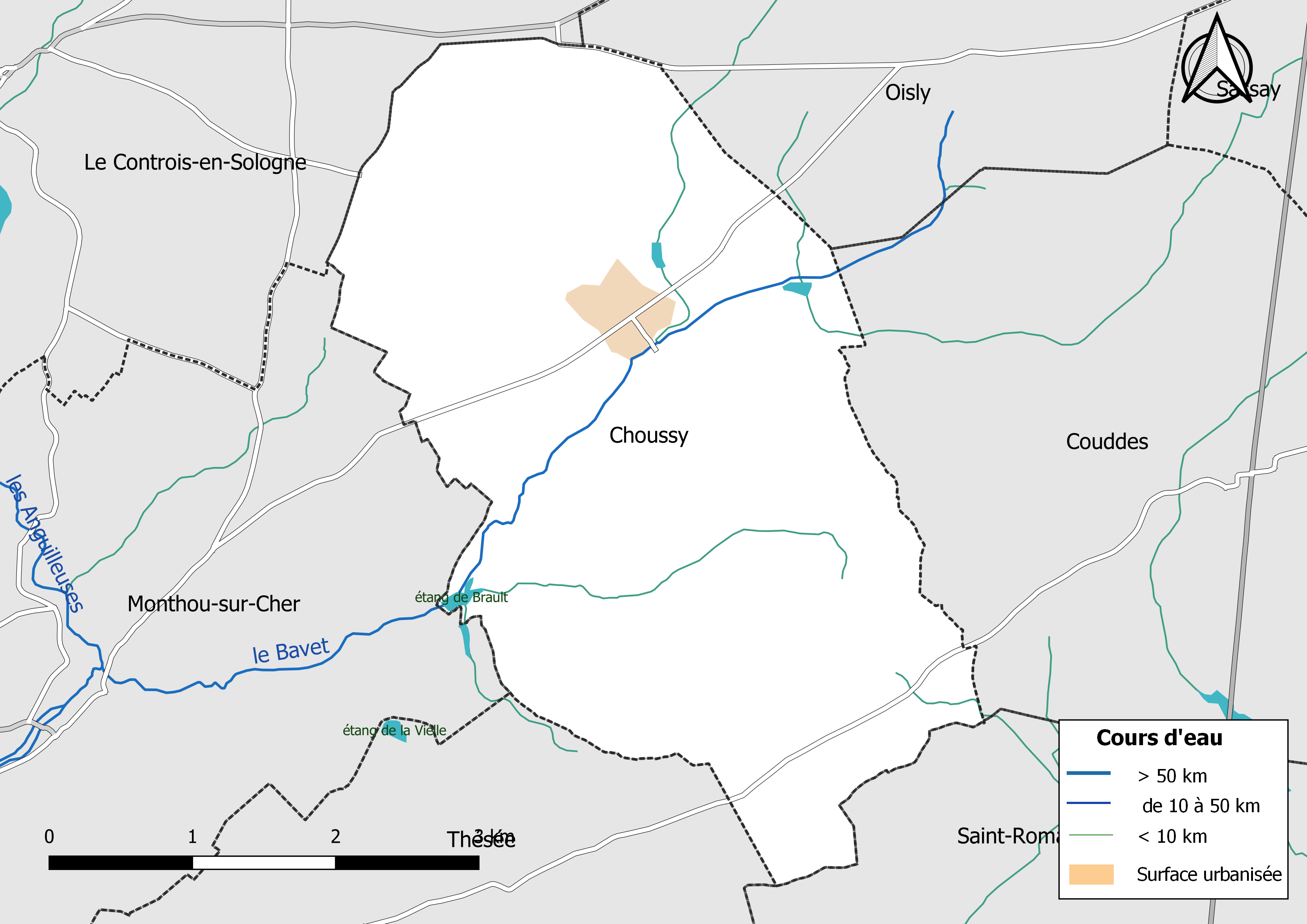
Réseau hydrographique de Choussy.

La commune est drainée par le Bavet (3,979 km) et par divers petits cours d'eau, constituant un réseau hydrographique de 11,02 km de longueur totale.
Le Bavet, d'une longueur totale de 11,4 km, prend sa source dans la commune d'Oisly et se jette  dans le Cher à Monthou-sur-Cher, après avoir traversé 4 communes. 
Sur le plan piscicole, ce cours d'eau est classé en deuxième catégorie, où le peuplement piscicole dominant est constitué de poissons blancs (cyprinidés) et de carnassiers (brochet, sandre et perche).

### Climat
Pour des articles plus généraux, voir Climat du Centre-Val de Loire et Climat de Loir-et-Cher.
En 2010, le climat de la commune est de type climat océanique dégradé des plaines du Centre et du Nord, selon une étude du CNRS s'appuyant sur une série de données couvrant la période 1971-2000. En 2020, Météo-France publie une typologie des climats de la France métropolitaine dans laquelle la commune est exposée à un climat océanique altéré et est dans la région climatique Moyenne vallée de la Loire, caractérisée par une bonne insolation (1 850 h/an) et un été peu pluvieux.
Pour la période 1971-2000, la température annuelle moyenne est de 10,8 °C, avec une amplitude thermique annuelle de 15,3 °C. Le cumul annuel moyen de précipitations est de 669 mm, avec 10,6 jours de précipitations en janvier et 6,9 jours en juillet. Pour la période 1991-2020, la température moyenne annuelle observée sur la station météorologique de Météo-France la plus proche, dans la commune de Cheverny à 17 km à vol d'oiseau, est de 11,8 °C et le cumul annuel moyen de précipitations est de 675,8 mm,. Pour l'avenir, les paramètres climatiques de la commune estimés pour 2050 selon différents scénarios d'émission de gaz à effet de serre sont consultables sur un site dédié publié par Météo-France en novembre 2022.

### Milieux naturels et biodiversité

#### Espaces protégés
La protection réglementaire est le mode d'intervention le plus fort pour préserver des espaces naturels remarquables et leur biodiversité associée.Un espace protégé est présent dans la commune : « la carrière de la Fosse Penelle », un terrain acquis par le Conservatoire d'espaces naturels Centre-Val de Loire. Il présente une superficie de 0,98 ha.

## Urbanisme

### Typologie
Au 1er janvier 2024, Choussy est catégorisée commune rurale à habitat dispersé, selon la nouvelle grille communale de densité à sept niveaux définie par l'Insee en 2022.
Elle est située hors unité urbaine et hors attraction des villes,.

### Occupation des sols
L'occupation des sols est marquée par l'importance des espaces agricoles et naturels (98,2 %). La répartition détaillée ressortant de la base de données européenne d'occupation biophysique des sols Corine Land Cover millésimée 2012 est la suivante : 
terres arables (19,8 %), 
cultures permanentes (7,9 %), 
zones agricoles hétérogènes (19,4 %), 

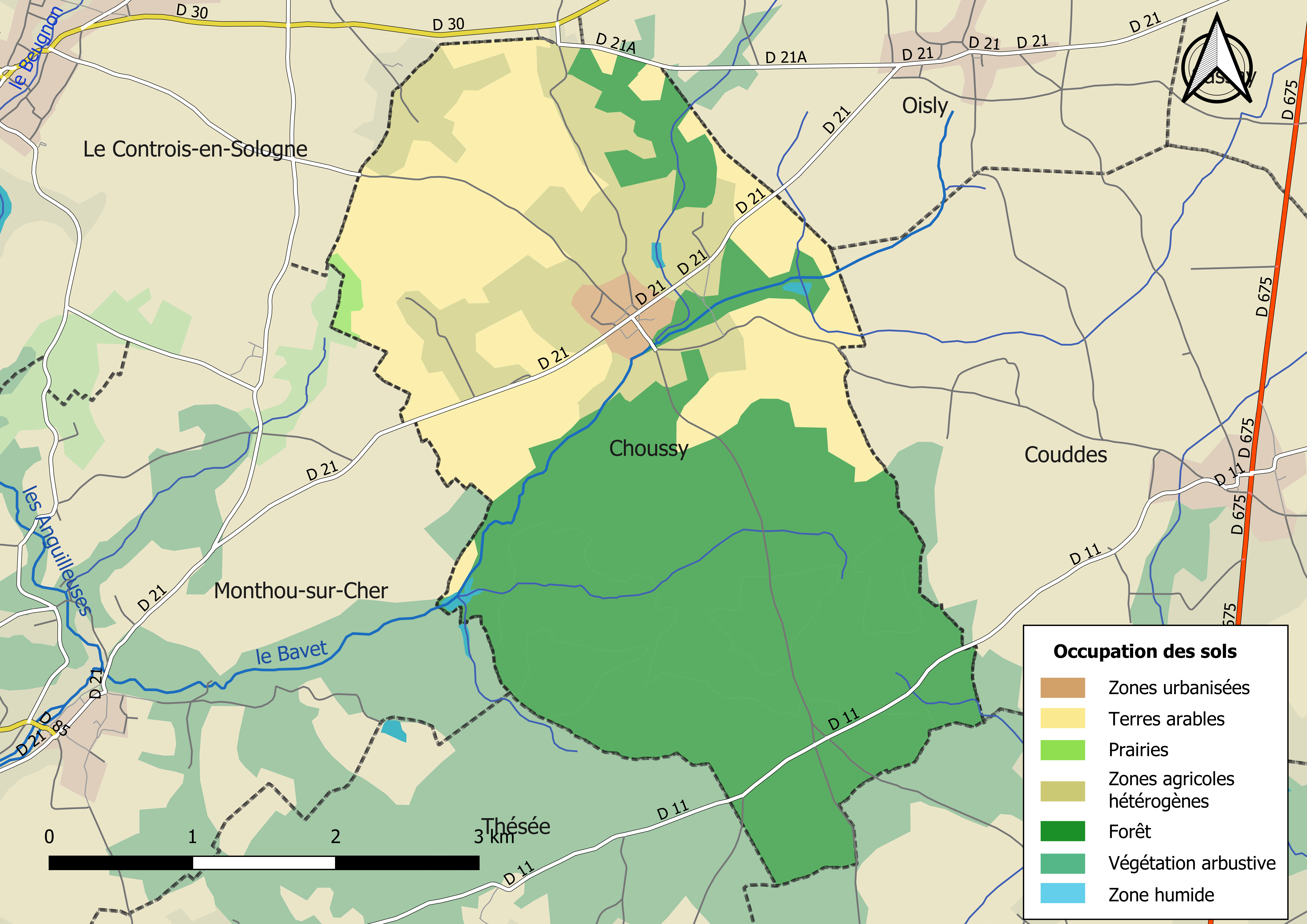
Carte des infrastructures et de l'occupation des sols de la commune en 2018 (CLC).

prairies (0,5 %), 
forêts (50,7 %), 
zones urbanisées (1,8 %).

### Planification
En matière de planification, la commune disposait en 2017 d'une carte communale approuvée, un plan local d'urbanisme était en élaboration. Par ailleurs, à la suite de la loi ALUR (loi pour l'accès au logement et un urbanisme rénové) de mars 2014, un plan local d'urbanisme intercommunal couvrant le territoire de la communauté de communes Val-de-Cher-Controis a été prescrit le 30 novembre 2015.

### Habitat et logement
Le tableau ci-dessous présente la typologie des logements à Choussy en 2016 en comparaison avec celle du Loir-et-Cher et de la France entière. Une caractéristique marquante du parc de logements est ainsi une proportion de résidences secondaires et logements occasionnels (15 %) inférieure à celle du département (18 %) mais supérieure à celle de la France entière (9,6 %). Concernant le statut d'occupation de ces logements, 85,4 % des habitants de la commune sont propriétaires de leur logement (82,6 % en 2011), contre 68,1 % pour le Loir-et-Cher et 57,6 pour la France entière.
|                                                         | Choussy | Loir-et-Cher | France entière |
| ------------------------------------------------------- | ------- | ------------ | -------------- |
| Résidences principales (en %)                           | 79,2    | 74,5         | 82,3           |
| Résidences secondaires et logements occasionnels (en %) | 15,0    | 18           | 9,6            |
| Logements vacants (en %)                                | 5,8     | 7,5          | 8,1            |

### Risques majeurs
Le territoire communal de Choussy est vulnérable à différents aléas naturels :  climatiques (hiver exceptionnel ou canicule), feux de forêts, mouvements de terrains ou sismique (sismicité très faible). 
Il est également exposé à un risque technologique :  le transport de matières dangereuses,.

#### Risques naturels
Les mouvements de terrains susceptibles de se produire dans la commune sont liés au retrait-gonflement des argiles. Le phénomène de retrait-gonflement des argiles est la conséquence d'un changement d'humidité des sols argileux. Les argiles sont capables de fixer l'eau disponible mais aussi de la perdre en se rétractant en cas de sécheresse. Ce phénomène peut provoquer des dégâts très importants sur les constructions (fissures, déformations des ouvertures) pouvant rendre inhabitables certains locaux. La carte de zonage de cet aléa peut être consultée sur le site de l'observatoire national des risques naturels Georisques.

#### Risques technologiques
Le risque de transport de marchandises dangereuses dans la commune est lié à sa traversée par une canalisation de transport de gaz. Un accident se produisant sur une telle infrastructure est en effet susceptible d'avoir des effets graves au bâti ou aux personnes jusqu'à 350 m, selon la nature du matériau transporté. Des dispositions d'urbanisme peuvent être préconisées en conséquence.

## Toponymie
Le nom de la localité est attesté sous les formes Ès parroisse de Chosy en 1288 (Cartulaire de Blois, charte 5, p. 11) ; Choussy sous Blois en 1633 (Archives Communales d'Amboise-GG 13, Notre-Dame en Grève et Saint-Florentin) ; Choussy en 1740 (Bibliothèque Municipale d'Orléans, Ms 995, fol. 49) ; Choussy au XVIIIe s. (Carte de Cassini) ; Choussy, 5 vendémiaire an 9 (application de la loi du 8 pluviôse an 9).
Bas latin *Causiacum. Gentilice Causius, formé sur Causus, et suffixe de possession d'origine celtique (gaulois) -acum, d'où le sens global de « domaine de Causius ».

## Histoire

### Révolution française et Empire

#### Nouvelle organisation territoriale
Le décret de l'Assemblée nationale du 12 novembre 1789 décrète qu'« il y aura une municipalité dans chaque ville, bourg, paroisse ou communauté de campagne », mais ce n'est qu'avec le décret de la Convention nationale du 10 brumaire an II (31 octobre 1793) que la paroisse de Choussy devient formellement « commune de Choussy »,.
En 1790, dans le cadre de la création des départements, la municipalité est rattachée au canton de Pont Levoy et au district de Saint Aignan. Les cantons sont supprimés, en tant que découpage administratif, par une loi du 26 juin 1793, et ne conservent qu'un rôle électoral, permettant l'élection des électeurs du second degré chargés de désigner les députés,. La Constitution du 5 fructidor an III, appliquée à partir de vendémiaire an IV (1795) supprime les districts, considérés comme des rouages administratifs liés à la Terreur, mais maintient les cantons qui acquièrent dès lors plus d'importance en retrouvant une fonction administrative. Enfin, sous le Consulat, un redécoupage territorial visant à réduire le nombre de justices de paix ramène le nombre de cantons en Loir-et-Cher de 33 à 24. Choussy est alors rattachée au canton de Saint-Aignan et à l'arrondissement de Blois par arrêté du 5 vendémiaire an X (26 septembre 1801),,. Cette organisation va rester inchangée pendant près de 150 ans.

## Politique et administration
Choussy fait partie du Pays de la Vallée du Cher et du Romorantinais.
Choussy est membre de la communauté de Communes du Val de Cher - Controis.

### Découpage territorial
La commune de Choussy est membre de la communauté de communes Val-de-Cher-Controis, un établissement public de coopération intercommunale (EPCI) à fiscalité propre créé le 1er janvier 2017.
Elle est rattachée sur le plan administratif à l'arrondissement de Romorantin-Lanthenay, au département de Loir-et-Cher et à la région Centre-Val de Loire, en tant que circonscriptions administratives. Sur le plan électoral, elle est rattachée au canton de Montrichard depuis 2015 pour l'élection des conseillers départementaux et à la Deuxième circonscription de Loir-et-Cher pour les élections législatives.

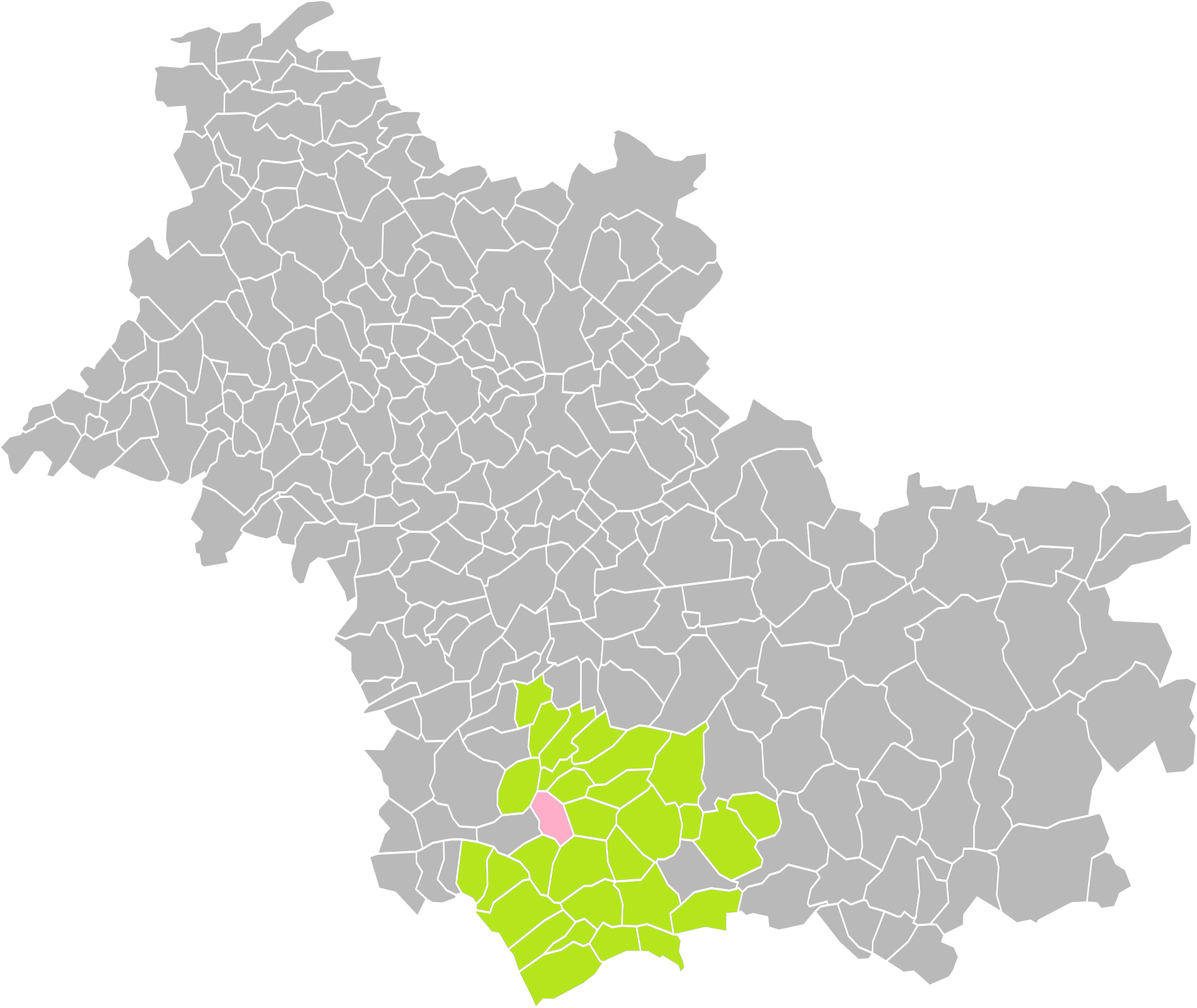
Choussy dans l'intercommunalité en 2016.
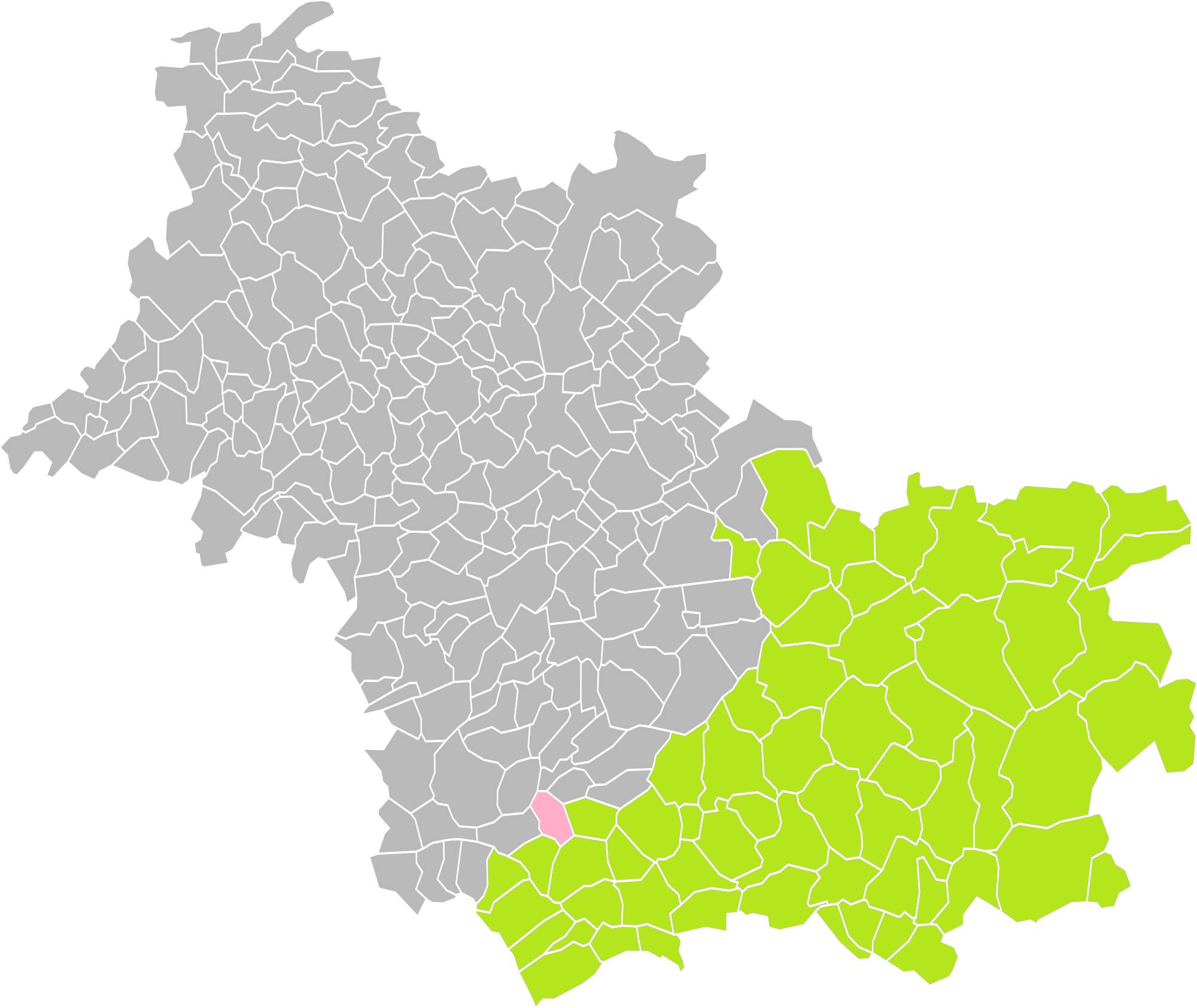
Choussy dans l'arrondissement de Romorantin-Lanthenay en 2016.
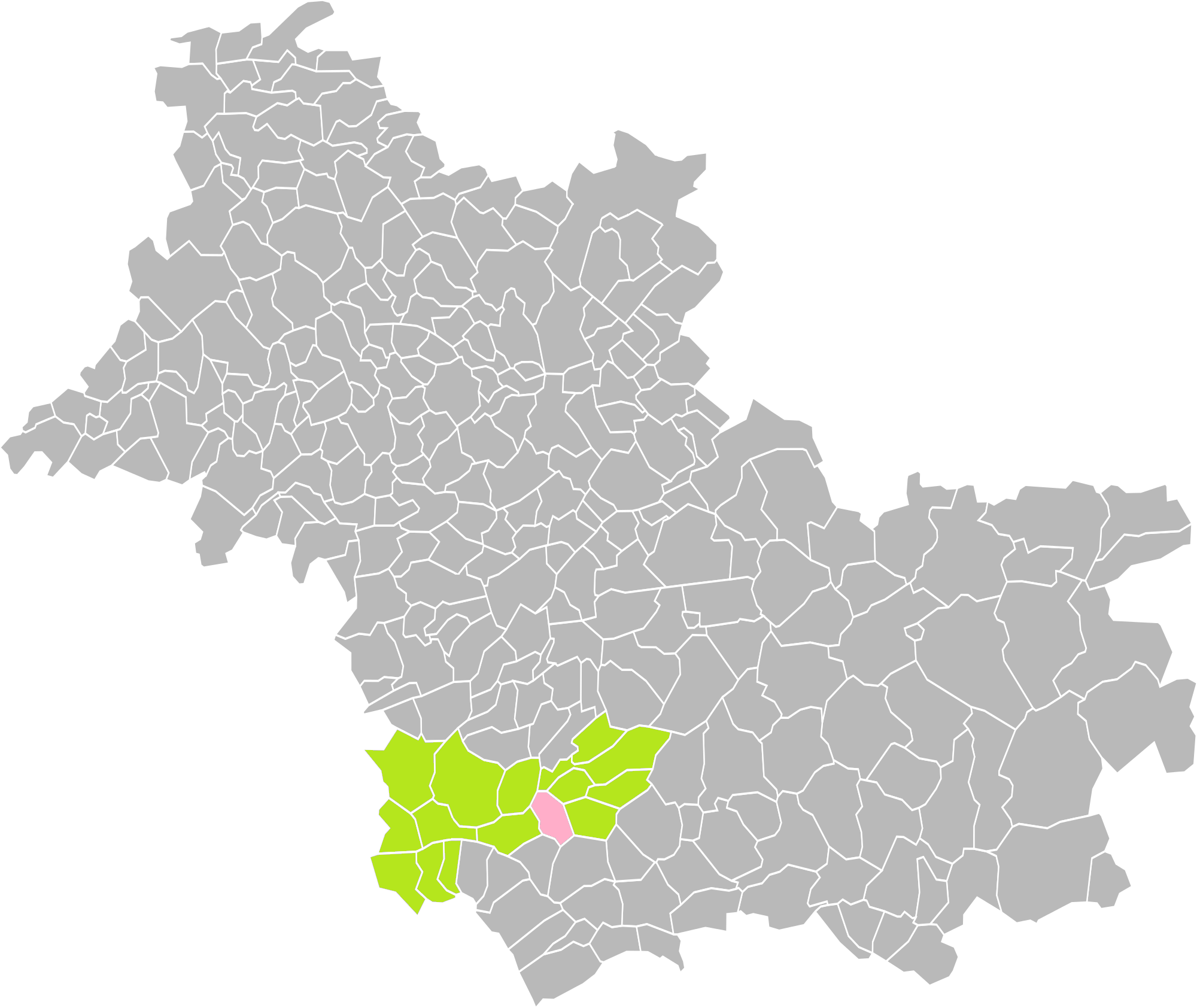
Choussy dans le canton de Montrichard en 2016.

### Politique et administration municipale

#### Conseil municipal et maire
Le conseil municipal de Choussy, commune de moins de 1 000 habitants, est élu au scrutin majoritaire plurinominal avec liste ouvertes et panachage. Le maire, à la fois agent de l'État et exécutif de la commune en tant que collectivité territoriale, est élu par le conseil municipal au scrutin secret lors de la première réunion du conseil suivant les élections municipales, pour un mandat de six ans, c'est-à-dire pour la durée du mandat du conseil.
| Période   | Période      | Identité               | Étiquette | Qualité                              |
| --------- | ------------ | ---------------------- | --------- | ------------------------------------ |
| 1792      | 1797         | Jean-Auguste Rabereau  |           |                                      |
| 1797      | 1805         | François Henault       |           |                                      |
| 1805      | 1807         | Noël Houssay           |           |                                      |
| 1807      | 1816         | Etienne Piat           |           |                                      |
| 1816      | 1848         | Noël Houssay           |           |                                      |
| 1848      | 1871         | Pierre-François Robert |           |                                      |
| 1871      | 1888         | Sylvain-Pierre Germain |           |                                      |
| 1888      | 1900         | Victor Maurice         |           |                                      |
| 1900      | 1904         | Edouard Ruper          |           |                                      |
| Mai 1904  | juillet 1904 | Pierre Grenon          |           |                                      |
| 1904      | 1919         | Sylvain Fouassier      |           |                                      |
| 1919      | 1925         | Auguste Boissier       |           |                                      |
| 1925      | 1953         | Ernest-Louis Bombard   |           |                                      |
| 1953      | 1977         | René-Louis Brizard     |           |                                      |
| 1977      | 1989         | Gérard Pinard          |           |                                      |
| 1989      | 1995         | Madeleine Ligneul      | PCF       |                                      |
| 1995      | 1996         | Gaëtan Salmain         |           |                                      |
| 1996      | 2008         | Claude Morin           |           |                                      |
| mars 2008 | avril 2009   | Didier Blain           |           |                                      |
| juin 2009 | En cours     | Thierry Gosseaume,     |           | Agriculteur sur moyenne exploitation |

## Équipements et services

### Eau et assainissement
L'organisation de la distribution de l'eau potable, de la collecte et du traitement des eaux usées et pluviales relève des communes. La compétence eau et assainissement des communes est un service public industriel et commercial (SPIC).

#### Alimentation en eau potable
Le service d'eau potable comporte trois grandes étapes : le captage, la potabilisation et la distribution d'une eau potable conforme aux normes de qualité fixées pour protéger la santé humaine. En 2019, la commune est membre du syndicat intercommunal d'adduction d'eau potable de Sassay - Couddes - Oisly - Choussy qui assure le service en le délégant à une entreprise privée, dont le contrat arrive à échéance le 30 juin 2024.

#### Assainissement des eaux usées
En 2019, la commune de Choussy gère le service d'assainissement collectif en régie directe, c'est-à-dire avec ses propres personnels, avec le statut de régie à autonomie financière.
Une station de traitement des eaux usées est en service au 1er janvier 2019 sur le territoire communal : 
« Choussy », un équipement utilisant la technique du filtre biologique, dont la capacité est de 200 EH, mis en service le 1er janvier 2002.
L'assainissement non collectif (ANC) désigne les installations individuelles de traitement des eaux domestiques qui ne sont pas desservies par un réseau public de collecte des eaux usées et qui doivent en conséquence traiter elles-mêmes leurs eaux usées avant de les rejeter dans le milieu naturel. La communauté de communes Val-de-Cher-Controis assure pour le compte de la commune le service public d'assainissement non collectif (SPANC), qui a pour mission de vérifier la bonne exécution des travaux de réalisation et de réhabilitation, ainsi que le bon fonctionnement et l'entretien des installations.

### Sécurité, justice et secours
La sécurité de la commune est assurée par la brigade du Controis-en-Sologne qui dépend du groupement de gendarmerie départementale de Loir-et-Cher installé à Blois.
En matière de justice, Choussy relève du conseil de prud'hommes de Blois, de la Cour d'appel d'Orléans (juridiction de Blois), de la Cour d'assises de Loir-et-Cher, du tribunal administratif de Blois, du tribunal de commerce de Blois et du tribunal judiciaire de Blois.

## Population et société

### Démographie

#### Évolution démographique
L'évolution du nombre d'habitants est connue à travers les recensements de la population effectués dans la commune depuis 1793. Pour les communes de moins de 10 000 habitants, une enquête de recensement portant sur toute la population est réalisée tous les cinq ans, les populations de référence des années intermédiaires étant quant à elles estimées par interpolation ou extrapolation. Pour la commune, le premier recensement exhaustif entrant dans le cadre du nouveau dispositif a été réalisé en 2006.

En 2022, la commune comptait 352 habitants, en évolution de +3,23 % par rapport à 2016 (Loir-et-Cher : −1,15 %, France hors Mayotte : +2,11 %).
| 1793 | 1800 | 1806 | 1821 | 1831 | 1836 | 1841 | 1846 | 1851 |
| ---- | ---- | ---- | ---- | ---- | ---- | ---- | ---- | ---- |
| 184  | 145  | 192  | 224  | 214  | 226  | 237  | 247  | 279  |

| 1856 | 1861 | 1866 | 1872 | 1876 | 1881 | 1886 | 1891 | 1896 |
| ---- | ---- | ---- | ---- | ---- | ---- | ---- | ---- | ---- |
| 290  | 297  | 304  | 294  | 292  | 297  | 325  | 343  | 378  |

| 1901 | 1906 | 1911 | 1921 | 1926 | 1931 | 1936 | 1946 | 1954 |
| ---- | ---- | ---- | ---- | ---- | ---- | ---- | ---- | ---- |
| 366  | 355  | 323  | 329  | 297  | 290  | 290  | 273  | 260  |

| 1962 | 1968 | 1975 | 1982 | 1990 | 1999 | 2006 | 2011 | 2016 |
| ---- | ---- | ---- | ---- | ---- | ---- | ---- | ---- | ---- |
| 272  | 232  | 206  | 228  | 240  | 234  | 299  | 335  | 341  |

| 2021 | 2022 | - | - | - | - | - | - | - |
| ---- | ---- | - | - | - | - | - | - | - |
| 347  | 352  | - | - | - | - | - | - | - |

#### Pyramide des âges
La population de la commune est relativement jeune.
En 2018, le taux de personnes d'un âge inférieur à 30 ans s'élève à 37,5 %, soit au-dessus de la moyenne départementale (31,3 %). À l'inverse, le taux de personnes d'âge supérieur à 60 ans est de 18,8 % la même année, alors qu'il est de 31,6 % au niveau départemental.
En 2018, la commune comptait 166 hommes pour 170 femmes, soit un taux de 50,6 % de femmes, légèrement inférieur au taux départemental (51,45 %).
Les pyramides des âges de la commune et du département s'établissent comme suit.
| Hommes | Classe d’âge | Femmes |
| ------ | ------------ | ------ |
| 0,0    | 90 ou +      | 1,7    |
| 3,0    | 75-89 ans    | 3,5    |
| 14,9   | 60-74 ans    | 14,5   |
| 23,8   | 45-59 ans    | 18,5   |
| 20,2   | 30-44 ans    | 24,9   |
| 11,3   | 15-29 ans    | 13,9   |
| 26,8   | 0-14 ans     | 23,1   |

| Hommes | Classe d’âge | Femmes |
| ------ | ------------ | ------ |
| 1,1    | 90 ou +      | 2,6    |
| 9,2    | 75-89 ans    | 11,9   |
| 19,7   | 60-74 ans    | 20,4   |
| 20,7   | 45-59 ans    | 20     |
| 16,5   | 30-44 ans    | 16,2   |
| 15,2   | 15-29 ans    | 13,2   |
| 17,6   | 0-14 ans     | 15,7   |

## Économie

### Secteurs d'activité
Le tableau ci-dessous détaille le nombre d'entreprises implantées à Choussy selon leur secteur d'activité et le nombre de leurs salariés :
|                                                              | total | % com (% dep) | 0 salarié | 1 à 9 salarié(s) | 10 à 19 salariés | 20 à 49 salariés | 50 salariés ou plus |
| ------------------------------------------------------------ | ----- | ------------- | --------- | ---------------- | ---------------- | ---------------- | ------------------- |
| Ensemble                                                     | 29    | 100,0 (100)   | 21        | 7                | 0                | 1                | 0                   |
| Agriculture, sylviculture et pêche                           | 6     | 20,7 (11,8)   | 5         | 1                | 0                | 0                | 0                   |
| Industrie                                                    | 1     | 3,4 (6,5)     | 0         | 0                | 0                | 1                | 0                   |
| Construction                                                 | 2     | 6,9 (10,3)    | 2         | 0                | 0                | 0                | 0                   |
| Commerce, transports, services divers                        | 17    | 58,6 (57,9)   | 14        | 3                | 0                | 0                | 0                   |
| dont commerce et réparation automobile                       | 9     | 31,0 (17,5)   | 7         | 2                | 0                | 0                | 0                   |
| Administration publique, enseignement, santé, action sociale | 3     | 10,3 (13,5)   | 0         | 3                | 0                | 0                | 0                   |
| Champ : ensemble des activités.                              |       |               |           |                  |                  |                  |                     |

Le secteur du commerce, transports et services divers est prépondérant dans la commune (17 entreprises sur 29) néanmoins le secteur agricole reste important puisqu'en proportions (20,7) %, il est plus important qu'au niveau départemental (11,8 %).
Sur les 29 entreprises implantées à Choussy en 2016, 21 ne font appel à aucun salarié, 7 comptent 1 à 9 salariés,  et 1 emploie entre 20 et 49 personnes.
Au 1er juillet 2017, la commune est classée en zone de revitalisation rurale (ZRR), un dispositif visant à aider le développement des territoires ruraux principalement à travers des mesures fiscales et sociales. Des mesures spécifiques en faveur du développement économique s'y appliquent également

### Agriculture
En 2010, l'orientation technico-économique de l'agriculture dans la commune est la polyculture et le polyélevage. Le département a perdu près d'un quart de ses exploitations en 10 ans, entre 2000 et 2010 (c'est le département de la région Centre-Val de Loire qui en compte le moins). Cette tendance se retrouve également au niveau de la commune où le nombre d'exploitations est passé de 16 en 1988 à 13 en 2000 puis à 6 en 2010. Parallèlement, la taille de ces exploitations augmente, passant de 26 ha en 1988 à 49 ha en 2010. 
Le tableau ci-dessous présente les principales caractéristiques des exploitations agricoles de Choussy, observées sur une période de 22 ans : 
|                                      | 1988                 | 2000                 | 2010                 |
| Dimension économique                 | Dimension économique | Dimension économique | Dimension économique |
| ------------------------------------ | -------------------- | -------------------- | -------------------- |
| Nombre d'exploitations (u)           | 16                   | 13                   | 6                    |
| Travail (UTA)                        | 28                   | 21                   | 12                   |
| Surface agricole utilisée (ha)       | 419                  | 381                  | 296                  |
| Cultures                             |                      |                      |                      |
| Terres labourables (ha)              | 354                  | 307                  | 235                  |
| Céréales (ha)                        | 170                  | 122                  | 129                  |
| dont blé tendre (ha)                 | 74                   | 102                  | 111                  |
| dont maïs-grain et maïs-semence (ha) | 49                   | s                    | s                    |
| Tournesol (ha)                       | 55                   | s                    | 52                   |
| Colza et navette (ha)                | 18                   | s                    | s                    |
| Élevage                              |                      |                      |                      |
| Cheptel (UGBTA)                      | 381                  | 191                  | 229                  |

.

#### Produits labellisés
La commune de Choussy est située dans l'aire de l'appellation d'origine protégée (AOP)  de cinq produits : deux fromages (le Sainte-maure-de-touraine et le Selles-sur-cher) et trois vins (le crémant-de-loire, le rosé-de-loire et le Touraine).
Le territoire de la commune est également intégré aux aires de productions de divers produits bénéficiant d'une indication géographique protégée (IGP) : les rillettes de Tours, le vin Val-de-loire, les volailles de l’Orléanais et les volailles du Berry,.

Quelques produits labellisés de Choussy.
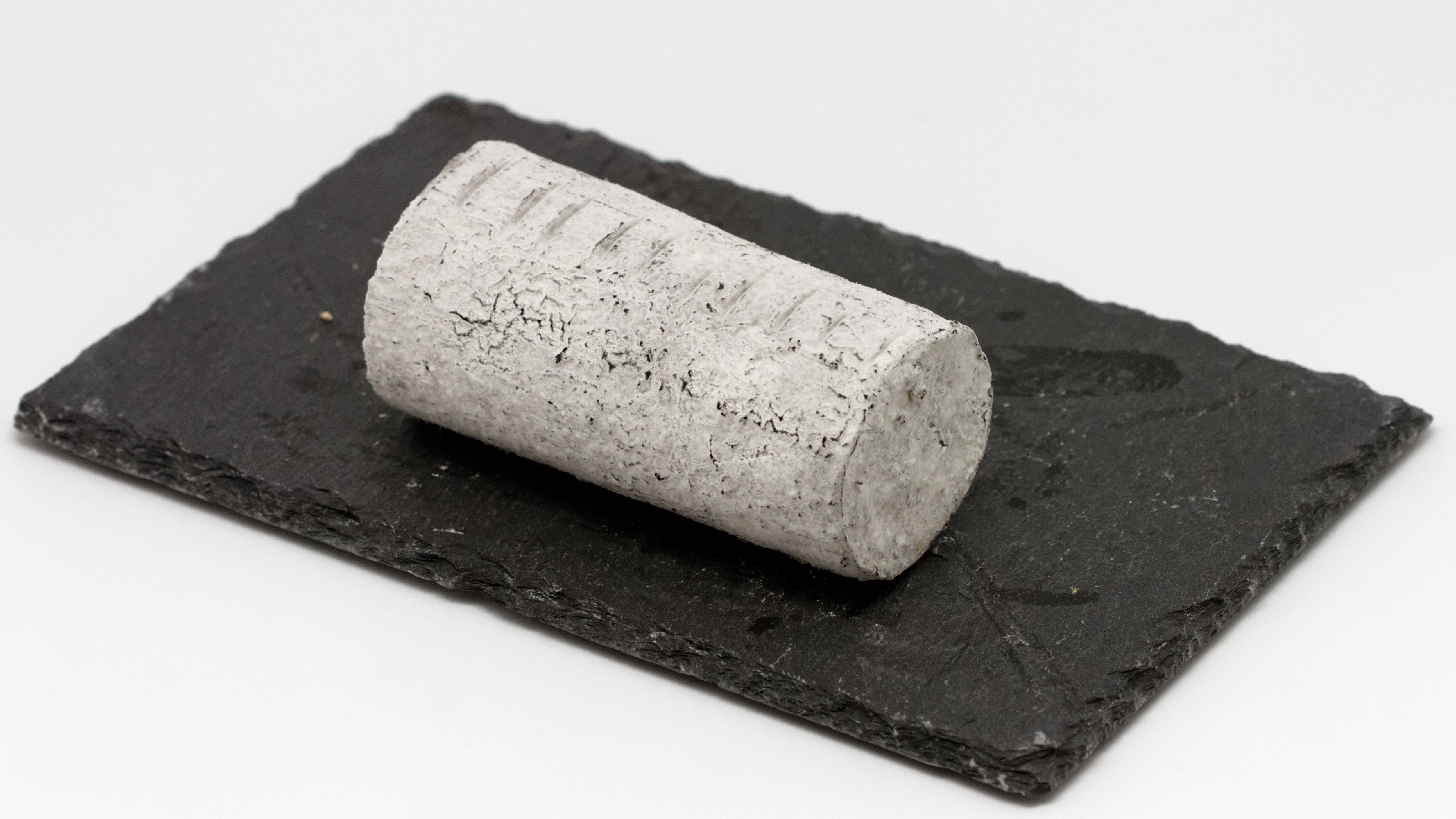
Sainte-maure-de-touraine.
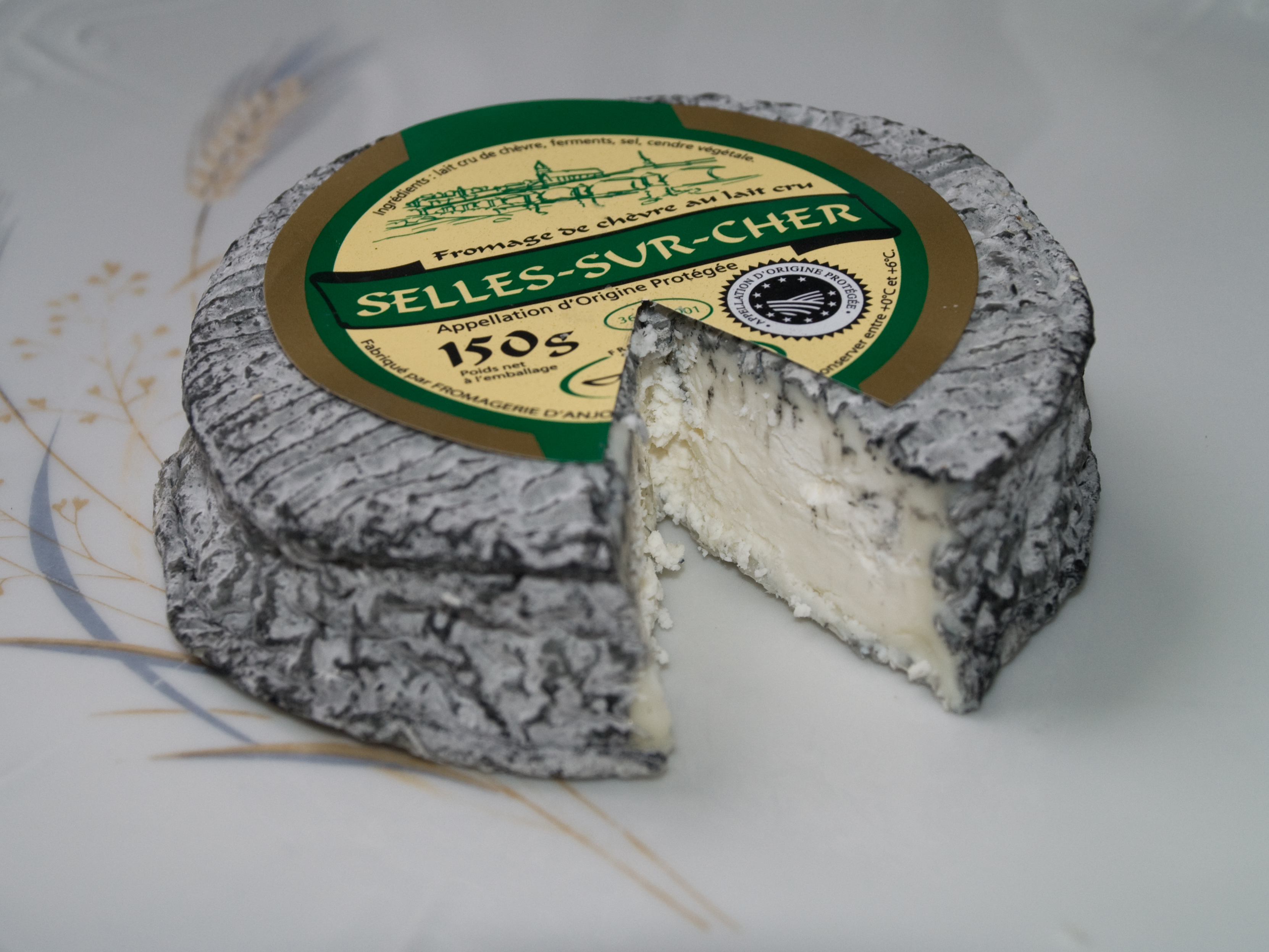
Selles-sur-cher.
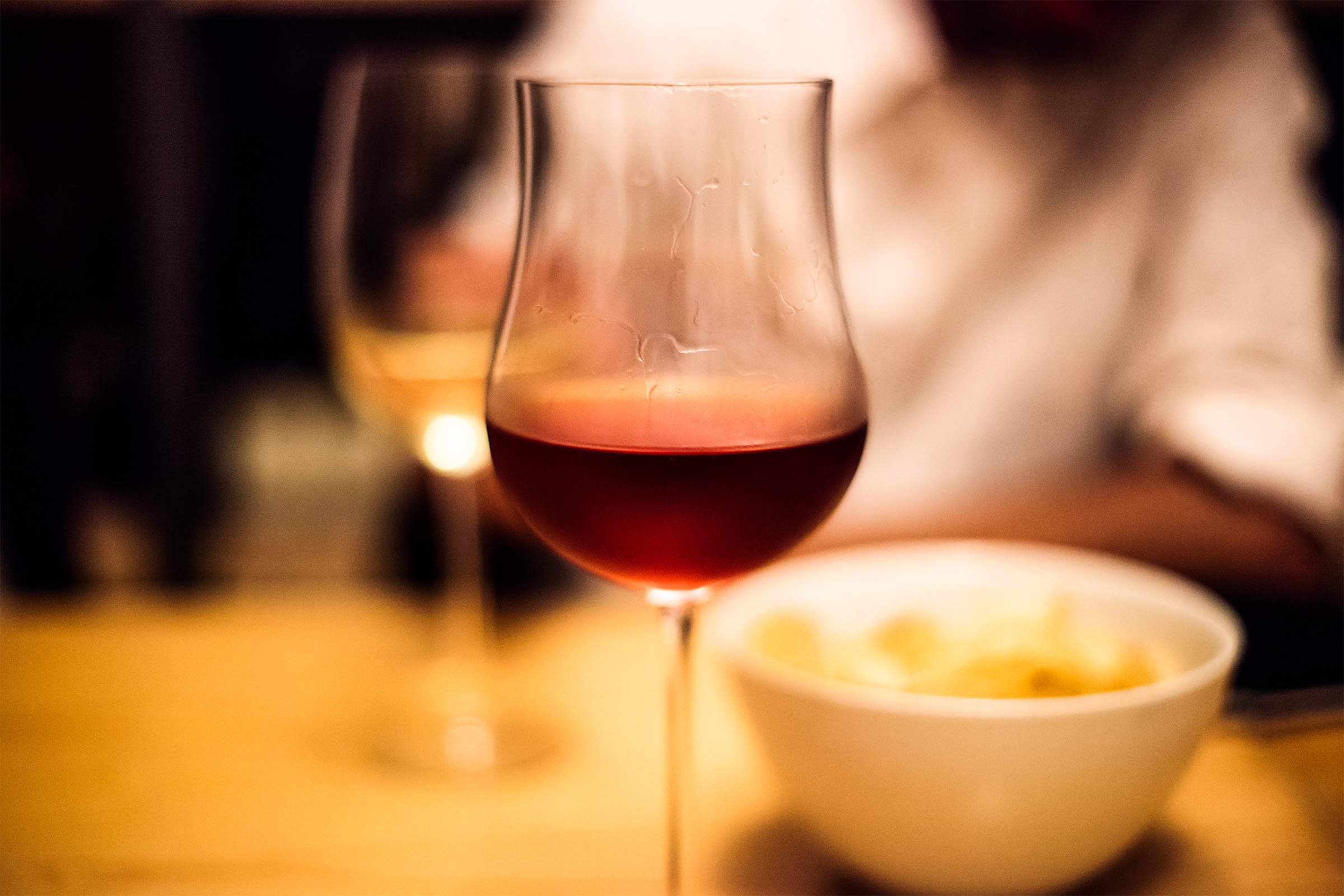
Touraine rouge.

## Culture locale et patrimoine

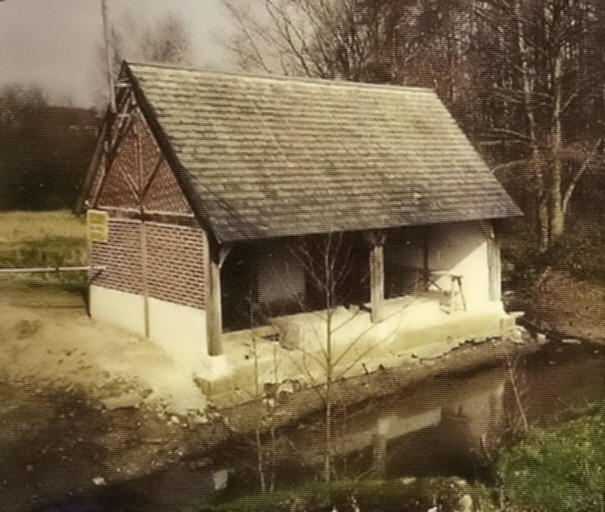
Le lavoir.

### Lieux et monuments
- Église Saint-Germain.
- Lavoir.

### Héraldique
|  | Les armoiries de Choussy se blasonnent ainsi : Gironné d'azur et d'or, à un cep de vigne tuteuré de sinople et fruité de trois grappes de gueules en chef à dextre, à un cerf de gueules en chef à senestre et à un pont voûté isolé d'une arche de même, maçonné de sable en pointe, le tout brochant. Création J. Viau (2008). |

### Personnalités liées à la commune
Adjudant VALLIÈRE Jacques, Pierre, Michel né le 22 février 1838 à Choussy.

Médaille Militaire le 30 mai 1871.

Chevalier de la Légion d'honneur le 27 décembre 1884.

Décédé le 30 mai 1889 à Choussy.